# Diverse (kleine) interneringskampen in Malang
In Malang waren tijdens de Japanse bezetting van Nederlands-Indië in de periode van maart 1942 tot 6 februari 1943 nog een viertal interneringskampen:
1. Neutrale Lagere School aan de Emmastraat
2. Gouvernements Muloschool aan de Wilhelminastraat
3. Militair Hospitaal aan de Tjekalet
4. Zendingshospitaal Soekoen aan de zuidelijke uitvalsweg naar Soekoen

In de Neutrale Lagere School en de Gouvernemenst Muloschool waren vanaf medio maart 1942 tot 10 september 1942 voornamelijk officieren geïnterneerd. Van elk van beide kampen werden omstreeks 10 september 1942 ongeveer 150-200 man overgebracht naar het Drost-kamp. 

## Zendingshospitaal Soekoen
Een deel van het grote ziekenhuiscomplex aan Malangs zuidwestelijke uitvalsweg Soekoen was tot juni 1942 een interneringskamp voor Molukse en Enkele Menadonese en Timorese krijgsgevangenen. Daarna diende het tot 1 februari 1943 als algemeen kamphospitaal voor de krijgsgevangenen te Malang.